# Albatros Airways
Albatros Airways was een Albanese luchtvaartmaatschappij met thuisbasis in Tirana. De maatschappij werd opgericht in 2004. In september 2006 werd de vliegvergunning ingetrokken in verband met grote schulden.

## Vloot
De vloot van Albatros Airways bestond in juli 2006 uit:
- 1 Fokker 100 (lease van Montenegro Airlines)

## Bestemmingen

### Binnenland
- Tirana - hub

### Italië
- Bari
- Milaan (Orio al Serio)
- Pescara
- Pisa
- Rimini
- Venetië
- Verona